# Nicolas Nicole
Pour les articles homonymes, voir Nicole.
Nicolas Nicole, né le 14 mai 1702 à Besançon (Doubs) et mort le 22 janvier 1784 dans cette même ville, est un architecte franc-comtois.

## Biographie
Nicolas Nicole est né à Besançon le 14 mai 1702. Il est l'un des trois fils de Bon-Anatole Nicole, gouverneur de la Monnaie (1661-1705) et de Marie-Elisabeth Vezy (1676-1756). Orphelin de père très jeune, Nicolas Nicole commence son apprentissage chez un serrurier où il excelle dans le travail du fer. Son frère aîné, Louis-Barthélémy Nicole, né le 11 janvier 1699, devint sculpteur. Son second frère, Claude-François Nicole, né le 26 mars 1700, part à Nancy et devient dessinateur en architecture, graveur du roi et de la chambre des comptes de Lorraine. 
Le 10 juillet 1731, Nicolas Nicole épouse Claudine Guinchard (née le 14 octobre 1691) ; le couple vit rue du Clos (actuelle rue Renan). En 1778 son épouse, plus âgée que lui, décède dans leur maison de la rue Neuve (actuelle 9 rue Nodier). Le 6 mai 1782, il épouse Reine Loischot originaire de Cressia (canton de Neuchâtel). Il a alors 80 ans moins huit jours, mais se rajeunit de deux ans sur le contrat de mariage. Durant l'été 1783 naît leur fils François-Joseph-Antoine qui ne vit que quelques mois.
Le 22 janvier 1784, Nicolas Nicole malade depuis quelques mois s'éteint dans sa maison de la rue Neuve (9 rue Charles Nodier). Il est inhumé dans le caveau de la chapelle saint-François-de-Paule de l'église des Minimes, sa paroisse (église détruite pendant la Révolution).

## Carrière
- 1732 garde corps de l'escalier de l'hôtel de Mongenet 11, Grande-Rue à Besançon
- 1732-1735 charpente du clocher de la cathédrale Saint-Jean à Besançon
- projet d'aménagement de la chambre du greffe du parlement de Besançon
- 1735-1740 chapelle Notre-Dame du Refuge à Besançon
- Le 30 mars 1737, Nicole reçoit ses lettres de maîtrise en serrurerie mais, s'il excella toujours dans cet art, il devint peu à peu l'un des meilleurs architectes comtois du XVIIIe siècle
- 1738 travaux pour le palais de l'archevêque à Besançon
- 1738-1741 mobilier de l'église de Grand-Combe-Chateleu (Doubs)
- 1745-1765 église Sainte-Madeleine de Besançon
- 1748 projet non réalisé d'une chapelle pour les Jésuites de Vesoul (Haute Saône)
- 1748-1760 église saint-Pierre de Jussey (Haute Saône)
- 1753-1755 hôpital de Grammont de Villersexel (Haute Saône)
- 1753 deux projets de façade pour l'église paroissiale à Lons-le-Saunier (Jura)
- 1753 restauration du toit de l'Église Saint-Bénigne de Pontarlier (Doubs)
- 1755 maison personnelle rue Neuve à Besançon (9, rue Charles Nodier)
- 1755 dessin pour la grille de l'hôpital de Lons-le-Saunier (réalisée en 1778)
- 1756 projets non réalisés pour l'église Saint-Pierre de Besançon
- 1756 projets pour le palais de l'archevêque à Besançon
- autel pour l'église abbatiale des Jacobins de Poligny (Jura, déplacé dans l'église collégiale en 1793)
- 1758 église abbatiale de Baume-les-Dames (Doubs)
- 1760 à 1767 communs du château de Fontaine-Française (Côte d'Or)
- plan pour l'hôpital de Bellevaux de Besançon
- 1762 autel de l'église de Saint-Maurice de Besançon
- 1765 lutrin de la collégiale de Dole (Jura)
- 1767 projet pour le maître-autel de la cathédrale Saint-Ours de Soleure (Suisse, non réalisé)
- 1770 maison de Jean-Baptise Louvot négociant à Besançon (Place Marulaz)
- 1770 maison de Jean-Baptiste Marguet 103 rue Battant à Besançon
- projet non réalisé pour le bureau des Finances à Besançon
- 1770 à 1778 supervision du chantier de l'Intendance de Besançon sur les plans de l'architecte Victor Louis
- 1772 château de Choye (Haute Saône)
- 1772 fontaine à Poligny
- 1773 clocher de l'église de Choye (Haute Saône)
- 1775-1778 église de l'Assomption de Voray-sur-l'Ognon (Haute Saône)
- 1776 projet non réalisé pour le jardin du château de Ray-sur-Saône (Haute Saône)
- 1779 dessin pour l'académie d'équitation de Besançon